# Борисевич Роман Володимирович
Роман Володимирович Борисевич (нар. 20 червня 1993, Городенка, Івано-Франківська область, Україна) — український футболіст, опорний півзахисник.

## Клубна кар'єра
З 2006 по 2010 рік виступав у ДЮФЛУ за франківське «Прикарпаття». З серпня 2010 року виступав за юнацьку команду «Пробій» (Городенка).
Дорослу футбольну кар'єру розпочав 2011 року в «Прикарпатті-2», яке виступало в чемпіонаті Івано-Франківської області. З 2012 по 2014 рік виступав в обласному чемпіонаті «Карпати» (Яремче), «Сокіл» (Угринів), «Прикарпаття» та «Придністров'я» (Тлумач). Після цього не виступав.
У сезоні 2017/18 років виступав за «Покуття» в чемпіонаті Івано-Франківської області. 
У грудні 2017 року перебував на перегляді в «Прикарпатті», а вже наприкінці січня 2018 року уклав договір з франківським клубом. У футболці франківського клубу дебютував 2 червня 2018 року в переможному (3:0) виїзному поєдинку 29-го туру групи А Другої ліги України проти хмельницького «Поділля». Роман вийшов на поле в стартовому складі та відіграв увесь матч, а на 66-ій хвилині отримав жовту картку. За підсумками сезону 2017/18 років «Прикарпаття» стало срібним призером групи А Другої ліги України та підвищився в класі. У Першій лізі України дебютував 20 липня 2018 року в програному (0:1) домашньому поєдинку 1-го туру проти зорянських «Балкан». Боришкевич вийшов на поле в стартовому складі, на 42-ій хвилині отримав жовту картку, а на 46-ій хвилині його замінив Олег Веприк. Першим голом у другому за силою дивізіону чемпіонату України 5 квітня 2019 року на 23-ій хвилині нічийного (2:2) виїзного поєдинку 21-го туру Першої ліги України проти львівського «Руху». Борисевич вийшов на поле в стартовому складі, а на 90-ій хвилині його замінив Василь Геник.